# 昌原ジャンクション
昌原ジャンクション（チャンウォンジャンクション）は大韓民国慶尚南道昌原市にある南海高速道路（10号線）と南海高速道路第一支線（102号線）を結ぶジャンクションである。南海高速道路第一支線から南海高速道路第一支線への進入、南海高速道路から南海高速道路第一支線（馬山方面）への進入はできない。

## 接続する路線

### 光州・釜山方面
- 南海高速道路（34番）

### 馬山・昌原方面
- 南海高速道路第一支線（5番）

## 隣
南海高速道路
(32) 北昌原IC - (33) 昌原JCT - (34) 東昌原IC
南海高速道路第一支線
昌原料金所 - (5) 昌原JCT